# Allobates goianus
Allobates goianus es una especie de anfibio anuro de la familia Aromobatidae.

## Distribución geográfica
Esta especie es endémica de Alto Paraíso de Goiás en el estado de Goiás en Brasil. Habita alrededor de 1500 m de altitud.

## Etimología
Su nombre de especie le fue dado en referencia al lugar de su descubrimiento, el estado de Goiás.

## Publicación original
- Bokermann, 1975 : Una nova espécie de Colostethus do Brasil Central (Anura, Dendrobatidae). Iheringia, sér. Zoologia, Porto Alegre, n.º 46, p. 13-16[6]